# Mayer Hawthorne
Mayer Hawthorne, (Ann Arbor, 1979. február 2. –) Grammy-díjra jelölt amerikai énekes, dalszerző, hangszerelő, hangmérnök; multi-instrumentalisa.

## Pályafutása
Hawthorne Ann Arbor michigani egyetemi városban nőtt fel, majd Los Angelesbe költözött, ahol egy zenei producer, Peanut Butter Wolf felfigyelt rá, és leszerződödtette a Stones Throw Records kiadó hoz. Hawthorne eredetileg hip-hop producerként jelent meg és inkább szórakozásból készített soulzenét.
A multiinstrumentalista Hawthorne teljesen egyedül komponálja, készíti, énekli és rögzíti dalait. Dalai és falzettes éneke az 1960-as és 1970-es évek aranykorszakára, olyan soul legendákra emlékeztetnek, mint Curtis Mayfield, Smokey Robinson, Isaac Hayes és Barry White.
Hawthorne debütáló albuma „A Strange Arrangement” címmel 2009-ben jelent meg, és széles körű kritikai elismerést kapott.
2011 elején Hawthorne bejelentette, hogy a Universal Republic Records lemeztársasághoz szerződik, és náluk adta ki következő stúdióalbumát: „How Do You Do”. Ismét önmaga producere volt. A lemez 2011. végefelé jelent meg Németországban.

## Stúdióalbumok
- A Strange Arrangement (2009)
- How Do You Do (2011)
- Where Does This Door Go (2013)
- The Big Knock (2014)
- Tuxedo (2015)
- Man About Town (2016)
- Tuxedo II (2017)
- Tuxedo III (2019)
- Rare Changes (2020)
- For All Time (2023)

### Közös albumokJake One[3]producerrel
- 2015: Tuxedo
- 2017: Tuxedo II
- 2019: Tuxedo III

## Díjak
- 2021: Rare Changes – Favorite R&B Albums
- 2023: For All Time − Favorite R&B Albums